# Ane Santesteban
Ane Santesteban González (Errenteria, 12 dicembre 1990) è una ciclista su strada spagnola che corre per il team Laboral Kutxa-Fundación Euskadi. Scalatrice, attive tra le Elite UCI dal 2009, è stata campionessa nazionale in linea nel 2013.

## Palmarès
- 2013 (Bizkaia-Durango, una vittoria)

Campionati spagnoli, Prova in linea Elite

### Altri successi
- 2020 (Ceratizit-WNT Pro Cycling)

Classifica scalatrici Setmana Ciclista Valenciana

## Piazzamenti

### Grandi Giri
- Giro d'Italia

2010: 54ª
2013: 68ª
2014: 24ª
2016: 24ª
2017: 19ª
2018: 9ª
2019: 12ª
2020: 7ª
2021: 32ª
2023: 10ª
2024: 21ª
- Tour de France

2022: 60ª
2023: 8ª
2024: 45ª
- Vuelta a España

2023: 18ª

### Competizioni mondiali
- Campionati del mondo

Mendrisio 2009 - In linea Elite: ritirata
Valkenburg 2012 - In linea Elite: 54ª
Toscana 2013 - In linea Elite: ritirata
Ponferrada 2014 - In linea Elite: 30ª
Richmond 2015 - In linea Elite: 51ª
Innsbruck 2018 - In linea Elite: 53ª
Yorkshire 2019 - In linea Elite: 26ª
Imola 2020 - In linea Elite: 23ª
Fiandre 2021 - In linea Elite: 39ª
Wollongong 2022 - In linea Elite: 30ª
- Giochi olimpici

Rio de Janeiro 2016 - In linea: 47ª
Tokyo 2020 - In linea: 28ª

### Competizioni continentali
- Campionati europei

Hooglede 2009 - Cronometro Under-23: 40ª
Hooglede 2009 - In linea Under-23: 48ª
Herning 2017 - In linea Elite: 51ª
Glasgow 2018 - In linea Elite: 66ª
Plouay 2020 - In linea Elite: 24ª